# クロスパティー

クロスパティー

クロスパティー（英語: cross pattée, cross pattee, crosse pattée, cross patty, cross formée, cross formy）は、十字の紋章の1つで、アームの幅が中央は細く端では広がっているもの。ポウクロスや末広十字とも呼ばれる場合がある。
名称のパティー（フランス語: patte）は「足」の意味で、特に初期の形状が足に似ていた事に由来する。
マルタ十字と似ているが、マルタ十字ではアームは曲がっていない。ドイツ騎士団のクロスパティーは黒十字や鉄十字の元となった。

## 種類
クロスパティーは以下のように複数のバリエーションがある。

ドイツ騎士団の十字の1つ
アームの側面の全体が曲がっている。鉄十字として1915年にドイツ空軍で使用された。
アームの側面の曲がりが少ない。1918年に4月にドイツ空軍に使用された。
アームの端が曲がっている。アリゼ（英語: Alisee、フランス語: croix pattée alésée arrondie）とも呼ばれる。
アームが三角形（アームの側面が直線のため、「クロスパティー」ではなく「マルタ十字」の1種とされる場合もある）
アームが三角形で、全体が四角形に近い。
黒十字。ドイツ騎士団のクロスパティーを元に作られた。